# Segelsällskapet Viken-Ägir
Segelsällskapet Viken-Ägir (SSVÄ) i  Uddevalla är ett svenskt segelsällskap. Klubbens historia sträcker sig tillbaka till 1870-talet och man håller till vid Rödöhamnen nära Lindesnäs-Gustavsberg.
Viken-Ägir bedriver juniorverksamhet med seglarskolor på sommaren. De har en sektion för kölbåtssegling och en sektion för kappsegling för både jollar och större båtar.
Segelsällskapet Viken-Ägirs största tävling är Bohusracet, sista helgen i juni och är 170 sjömil lång genom och längs Bohuslän med vändning i Norge.